# Aztekium hintonii
Aztekium hintonii (укр. Ацтекіум Хінтона) — вид кактуса роду ацтекіум (Aztekium).

## Етимологія
Видова назва носить ім'я Джорджа Хінтона, який відкрив цей вид у 1992 р.

## Ареал
Aztekium hintonii є вузько ендемічним видом, обмеженим дуже невеликою територією поблизу Галеана, штат Нуево-Леон, Мексика.

## Екологія
Представники цього виду зростають в ландшафті, різко врізаному в каньйони, де вони тримаються у великій кількості на майже вертикальних стінах. Aztekium hintonii зростає на більш освітлених сонцем ділянках, ніж Aztekium ritteri, який прагне сховатися глибоко в стінах каньйону.

## Морфологічний опис
Стебло темно-зелене, діаметром до 10 см, незвичайної, трохи розпливчатої кулясто-плескатої форми, з втиснутою верхівкою. Обростає бічними пагонами. Ребра опуклі, прямі, розділені борозенками на клиноподібні виступи, які ніби то напливають один на інший, число ребер коливаєтся від 10 до 15.
Ареоли рясно опушені, зливаються в суцільні білі смуги, ближче до верхівки особливо шерстисті.
Радіальні колючки (1-3) світлі, тонкі, 0,3-0,4 см завдовжки, з часом опадають. Центральні колючки відсутні.
Квітки насичено-рожеві, воронкоподібні, 0,5-0,8 см в діаметрі, з'являються з шерстистої верхівки.
Плоди блідо-рожеві.
Насіння пилоподібне, чорне. Сіянці без сім'ядоль, з округлим поглибленням, з якого горбки з'являються тільки на четвертий рік.

## Догляд та утримання
Це повільно, але все ж швидше зростаючий кактус, ніж Aztekium ritteri. Сіянці дуже повільно ростуть і потрібно один або два роки для досягнення розміру діаметром 2 мм. Як тільки вони досягли чотирирічного віку, їх досить легко вирощувати, проблема утримати їх до 4 років. 2 см в діаметрі вони досягають у 8 років. Рослині необхідно 12 або більше років, щоб досягти віку цвітіння.
Потрібен хороший дренаж і регулярний але обережний полив в літній період. Ґрунт повинен бути повністю просушений до початку зимового відпочинку, тоді кактус може витримувати короткочасні заморозки до −4 °C
Рослини часто прищеплюють для підвищення темпів зростання. Вони краще ростуть на повному сонці або у напівтіні. Схильні до нападів борошнистого червеця і червоного павутинного кліща.